# 45855 Susumuyoshitomi
45855 Susumuyoshitomi è un asteroide della fascia principale. Scoperto nel 2000, presenta un'orbita caratterizzata da un semiasse maggiore pari a 2,3511768 au e da un'eccentricità di 0,2219713, inclinata di 1,61125° rispetto all'eclittica.